# Sebastián Melgar
Sebastián Melgar Parada (Santa Cruz de la Sierra, 16 de julio de 2001) es un futbolista boliviano. Juega como delantero en Guabirá de la Primera División de Bolivia.

## Trayectoria
Se formó en las inferiores de Boca Juniors hasta 2022, año en el que fue fichado por el Bolívar. Fue parte del plantel que ganó el Torneo Apertura 2022.
En 2023 firmó contrato con Atlético Palmaflor.
En 2024 tuvo una breve etapa en Independiente Petrolero y a mediados de ese año se unió a Guabirá.

## Selección nacional

### Categorías inferiores
Melgar jugó el Sudamericano Sub-17 de 2017 y el Sudamericano Sub-20 de 2019.
| Torneo                      | Sede  | Resultado    | Partidos | Goles |
| --------------------------- | ----- | ------------ | -------- | ----- |
| Sudamericano Sub-17 de 2017 | Chile | Primera fase | 3        | 1     |
| Sudamericano Sub-20 de 2019 | Chile | Primera fase | 2        | 0     |

## Clubes
| Club                    | País    | Año           |
| ----------------------- | ------- | ------------- |
| Bolívar                 | Bolivia | 2022          |
| Atlético Palmaflor      | Bolivia | 2023          |
| Independiente Petrolero | Bolivia | 2024          |
| Guabirá                 | Bolivia | 2024-presente |

## Palmarés

### Títulos nacionales
| Título           | Club    | Año           |
| ---------------- | ------- | ------------- |
| Primera División | Bolívar | Apertura 2022 |